# العلاقات الجيبوتية اللبنانية
العلاقات الجيبوتية اللبنانية هي العلاقات الثنائية التي تجمع بين جيبوتي ولبنان.

## مقارنة بين البلدين
هذه مقارنة عامة ومرجعية للدولتين:
| وجه المقارنة                                              | جيبوتي                    | لبنان                                                                |
| --------------------------------------------------------- | ------------------------- | -------------------------------------------------------------------- |
| المساحة (كم2)                                             | 23.20 ألف                 | 10.45 ألف                                                            |
| عدد السكان (نسمة)                                         | 956.99 ألف                | 6.10 مليون                                                           |
| الكثافة السكانية (ن./كم²)                                 | 41.25                     | 583.73                                                               |
| العاصمة                                                   | جيبوتي                    | بيروت                                                                |
| اللغة الرسمية                                             | لغة فرنسية، اللغة العربية | اللغة العربية، لغة فرنسية                                            |
| العملة                                                    | فرنك جيبوتي               | ليرة لبنانية                                                         |
| الناتج المحلي الإجمالي (بليون دولار)                      | 1.84 مليار                | 51.84 مليار                                                          |
| الناتج المحلي الإجمالي (تعادل القوة الشرائية) بليون دولار | 3.10 مليار                | 81.54 مليار                                                          |
| الناتج المحلي الإجمالي الاسمي للفرد دولار أمريكي          | 1.95 ألف                  | 8.05 ألف                                                             |
| الناتج المحلي الإجمالي للفرد دولار أمريكي                 | 3.27 ألف                  | 17.46 ألف                                                            |
| مؤشر التنمية البشرية                                      | 0.470                     | 0.769                                                                |
| رمز المكالمات الدولي                                      | +253                      | +961                                                                 |
| رمز الإنترنت                                              | .dj                       | .lb                                                                  |
| المنطقة الزمنية                                           | ت ع م+03:00               | ت ع م+02:00، ت ع م+03:00، توقيت شرق أوروبا، توقيت شرق أوروبا الصيفي ‏ |

## منظمات دولية مشتركة
يشترك البلدان في عضوية مجموعة من المنظمات الدولية، منها:
| علم المنظمة | اسم المنظمة                                 | تاريخ انضمام جيبوتي | تاريخ انضمام لبنان |
| ----------- | ------------------------------------------- | ------------------- | ------------------ |
|             | الصندوق العربي للإنماء الاقتصادي والاجتماعي | ?                   | ?                  |
|             | مؤسسة التنمية الدولية                       | 1 أكتوبر 1980       | 10 أبريل 1962      |
|             | يونسكو                                      | 31 أغسطس 1989       | 4 نوفمبر 1946      |
|             | وكالة ضمان الاستثمار متعدد الأطراف          | 12 يناير 2007       | 19 أكتوبر 1994     |
|             | الأمم المتحدة                               | 20 سبتمبر 1977      | 24 أكتوبر 1945     |
|             | الاتحاد البريدي العالمي                     | ?                   | ?                  |
|             | جامعة الدول العربية                         | 4 سبتمبر 1977       | 22 مارس 1945       |
|             | صندوق النقد العربي                          | ?                   | ?                  |
|             | البنك الدولي للإنشاء والتعمير               | 1 أكتوبر 1980       | 14 أبريل 1947      |
|             | منظمة التعاون الإسلامي                      | ?                   | ?                  |
|             | منظمة حظر الأسلحة الكيميائية                | ?                   | ?                  |
|             | الاتحاد الدولي للاتصالات                    | 22 نوفمبر 1977      | 12 يناير 1924      |
|             | مؤسسة التمويل الدولية                       | 1 أكتوبر 1980       | 28 ديسمبر 1956     |
|             | منظمة الشرطة الجنائية الدولية               | ?                   | ?                  |